# Tvrdohlavá žena
Tvrdohlavá žena de son titre complet Tvrdohlavá žena a zamilovaný školní mládenec (littéralement en français La Femme têtue et l'écolier amoureux), est un conte dramatique en trois actes de Josef Kajetán Tyl, écrit vers 1846-1848. 
Il s'agit d'une réaction à la situation politique conduisant aux révolutions de 1848-1849, à travers de nombreuses allusions. L'héroïne principale est la meunière Jahelková (la Femme têtue du titre), qui ne veut pas donner sa fille à un écolier. Le conte contient des éléments fantastiques (le personnage de Zlatahláva, souvent identifié à Krakonoš) ainsi qu'une représentation réaliste de la campagne sous les monts Krkonoše,.